# 2go
2go è un'applicazione di social network mobile gratuita sviluppata da 2go Interactive (Pty) Ltd a Città del Capo, in Sudafrica. 2go supporta oltre 1.500 dispositivi diversi, inclusi i feature phone, oltre agli smartphone Android, BlackBerry OS e BlackBerry 10. 2go registra oltre 50 milioni di utenti registrati in tutta l'Africa con 13 milioni di utenti attivi con sede in Nigeria.

## Storia
2go ha sede a Città del Capo, in Sudafrica, ma è originario di Johannesburg; è stato creato nel 2007 da una coppia di studenti dell'Università di Witwatersrand come strumento di comunicazione. 2go ha iniziato come sito web per caricare e condividere lezioni e orari degli studenti tra loro. Nel 2008 rimangono solo i fondatori Alan Wolff e Ashley Peter a continuare il progetto. Sotto la loro guida 2go si è allontanato dal modello degli studenti solo prendendo di mira i mercati in via di sviluppo in Africa. La continua di crescita, nonostante la mancanza di investimenti esterni, grazie alla focalizzazione sui feature phone, che consistono nella maggior parte dei mercati mobili africani. Oltre 7 miliardi di messaggi vengono inviati attraverso il servizio ogni mese, la maggior parte dei quali all'interno di chat room a pagamento che utilizzano la valuta della piattaforma, GoCredits. Nel giugno 2013, viene distribuita una versione per la piattaforma Android scaricabile attraverso il Google Play Store, raggiungendo a dicembre 2014 oltre 2 milioni di utenti attivi per gli smartphone android.

## Caratteristiche
2go è un'applicazione per la messaggistica istantanea con funzionalità complete. I dispositivi supportati richiedono la connettività Java e Internet per funzionare. Originariamente concepito come applicazione esclusiva per feature phone, sono state distribuite anche versioni per smartphone Android, BlackBerry OS e BlackBerry 10. 2go offre servizi di chat individuali e di gruppo, oltre a servizi di chat room a pagamento che utilizzano la valuta della piattaforma GoCredits, che viene anche utilizzata per giochi e altri contenuti.
2go Fastlane - 2go ha aggiunto una nuova funzione al messenger chiamato 2go 6.2.0 fastlane. Da questa fastlane, si ottiene un accesso rapido agli aggiornamenti sportivi in diretta, notizie aggiornate da Supersports e News24.

## Piattaforme supportate
2go è disponibile su una varietà di piattaforme mobili e di elaborazione, ognuna sviluppata indipendentemente per la piattaforma. Questi sono:
- Android
- BlackBerry OS
- BlackBerry 10
- Java ME